# Schobert-Nunatak
Der Schobert-Nunatak ist ein Nunatak an der Amundsen-Küste der antarktischen Ross Dependency. Am nordöstlichen Ende der Quarles Range überragt er 6 km östlich des Mount Dean die Westflanke der Mündung des Bowman-Gletschers in das Ross-Schelfeis.
Eine erste Kartierung erfolgte anhand von Vermessungen und Luftaufnahmen der US-amerikanischen Byrd Antarctic Expedition (1928–1930). Das Advisory Committee on Antarctic Names benannte den Nunatak 1967 nach dem Flugzeugelektroniker William J. Schobert, der den Wartungsdienst der Flugstaffel VX-6 bei mehreren Kampagnen der Operation Deep Freeze zwischen 1964 und 1967 verwaltet hatte.